# Muzeum Dworu Polskiego w Pilaszkowie
Muzeum Dworu Polskiego – muzeum w miejscowości Pilaszków istniejące od 1995 poświęcone lokalnemu dworkowi oraz dworom polskim. Muzeum działa przy Domu Opiekuńczo-Leczniczym Fundacji Kościelnej Rady Gospodarczej.

## Powstanie muzeum
Powstanie muzeum organizował ks. Edward Sobieraj. Nawiązał kontakt ze spadkobiercami Pilaszkowa, potomkami rodów Marszewskich, Ryxów i Campionich. Pamiątki zebrane od tych rodzin stały się pierwszymi eksponatami muzealnymi. Muzeum zostało oficjalnie otwarte 1 lipca 1995.

## Zbiory muzealne
Muzeum zorganizowane jest w zabytkowym dworku. Zwiedzać można wnętrza, w których eksponowane są pamiątki związane z historią Polski oraz właścicielami i gośćmi Pilaszkowa.

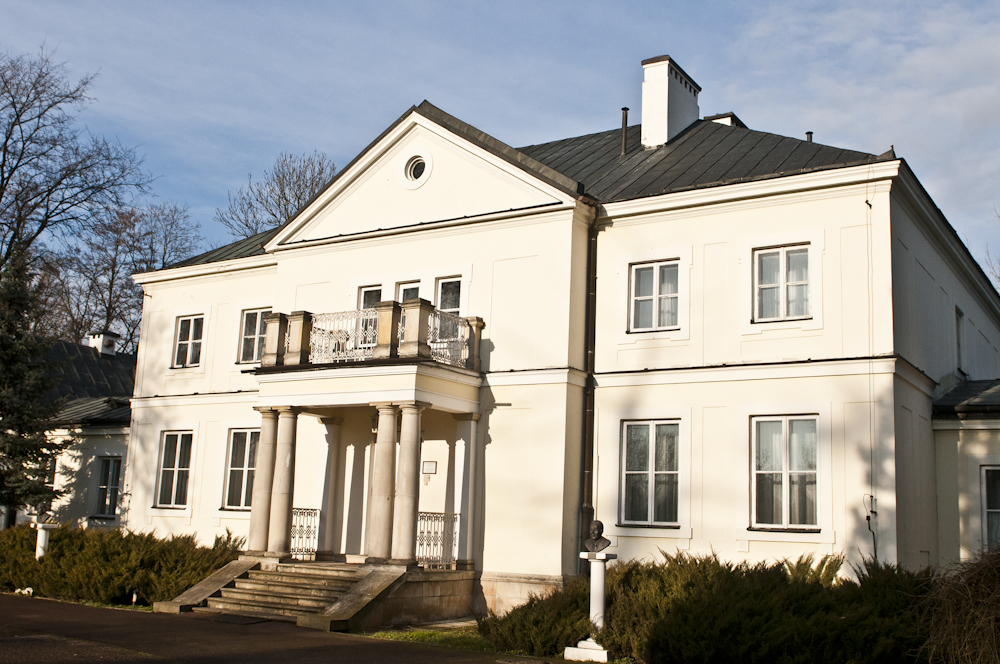
Widok na Muzeum Dworu Polskiego w Pilaszkowie
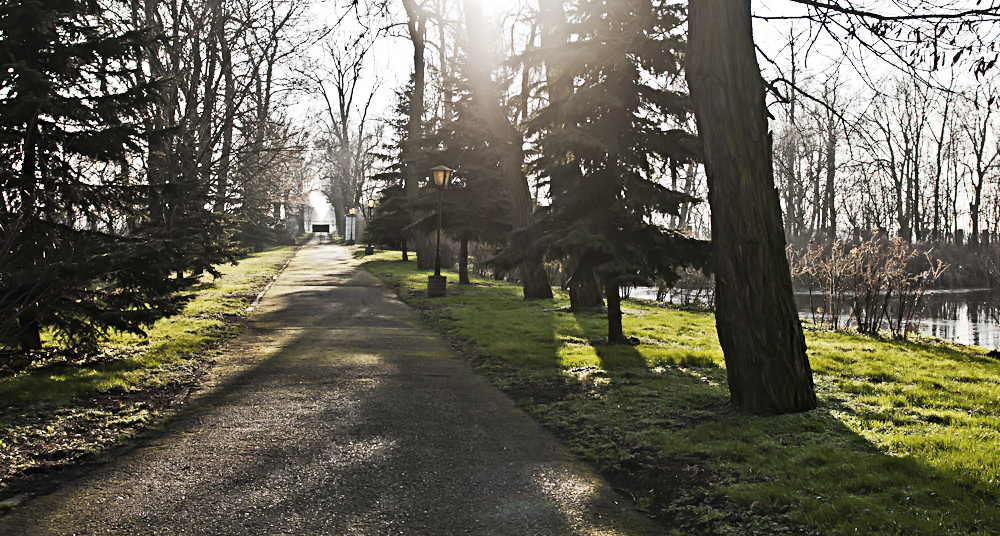
Brama i droga wjazdowa
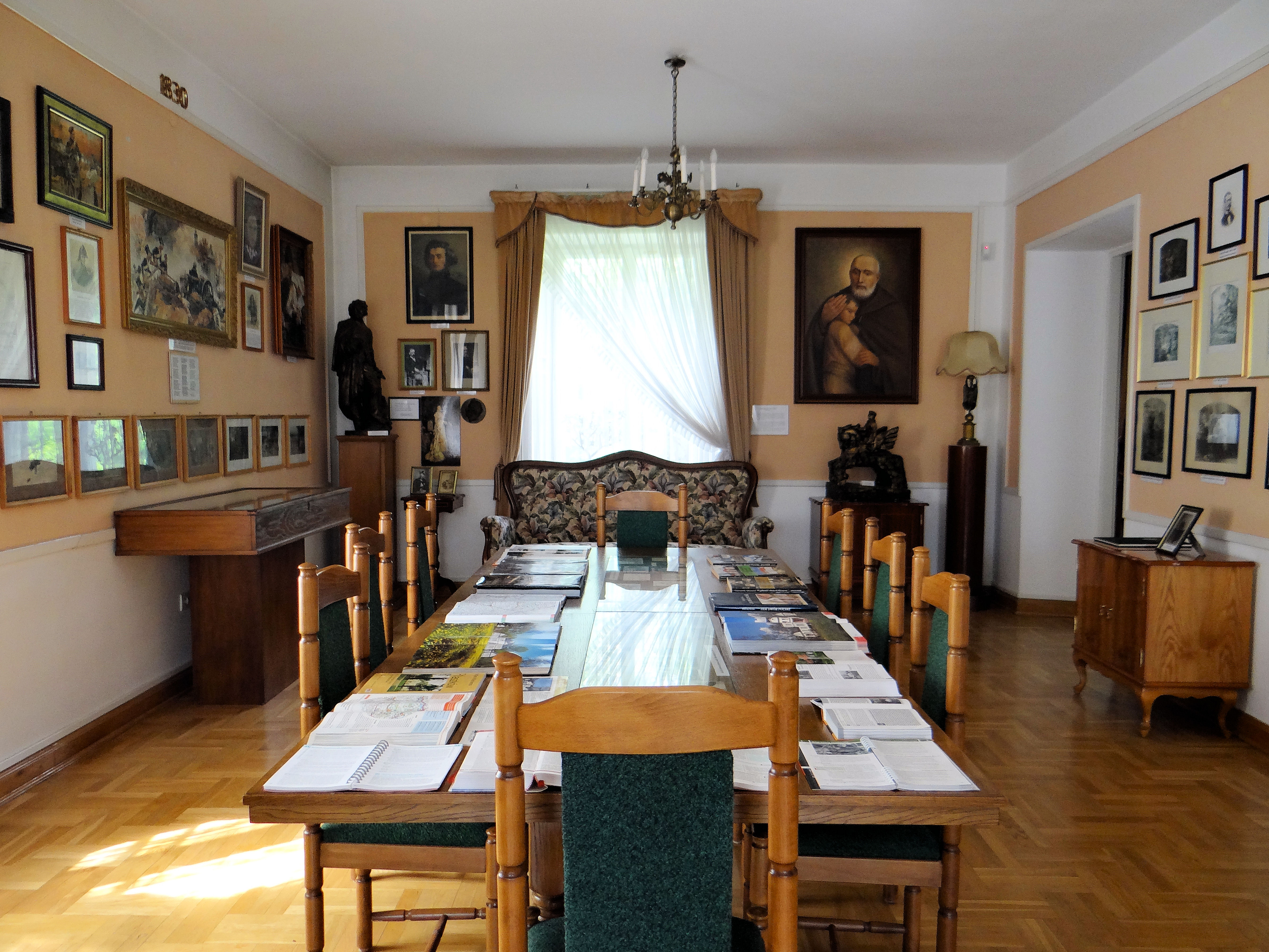
Wnętrze